# 五大湖水路

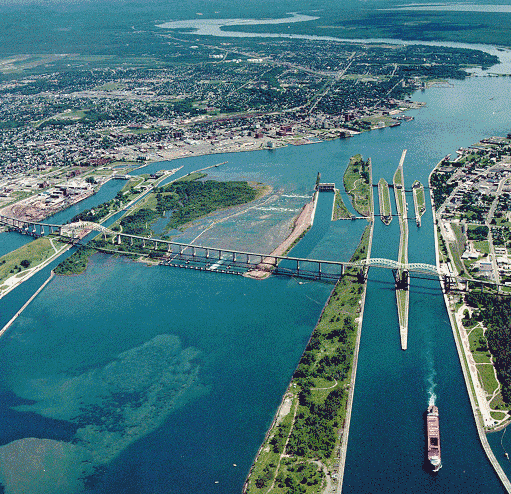
スペリオル湖とセントメリーズ川の間のスーセントマリー運河

五大湖水路（ごだいこすいろ、英: Great Lakes Waterway）は、五大湖全体を船舶航行可能にしている一連の水路と運河の組み合わせである。主な人工的な構成要素は、オンタリオ湖とエリー湖の間でナイアガラの滝を迂回するウェランド運河と、スペリオル湖とヒューロン湖の間のスーセントマリーにあるセントマリー川の急流を迂回するスーセントマリー運河である。セントクレア川とデトロイト川の整備された水路がヒューロン湖とエリー湖を結んでいる。アメリカ沿岸警備隊の砕氷船が冬の大半の期間を通じて水路を維持するために活動しているが、それでも毎年2ヶ月から3ヶ月に渡って船の運航は停止される。
五大湖水路は、モントリオールからキングストンまでセントローレンス川を航行可能にしているセントローレンス海路によって補完されている。この2つの水路を合わせてしばしばセントローレンス海路と呼ばれる。セントローレンス海路より五大湖水路の方がより大きく深い閘門を備えており、結果として五大湖水路を通じて運航することはできるがセントローレンス海路を通じて運航することができない大きさの貨物船は、五大湖に閉じ込められることになる。
五大湖水路はカナダとアメリカ合衆国により共同で管理されている。